# عمر أبو شاويش
عمر أبو شاويش (22 مارس 1987 - 7 أكتوبر 2023)، شاعرٌ وكاتبٌ فلسطيني، وكان ناشطًا مجتمعيًا بارزًا في مخيم النصيرات وسط قطاع غزة، وله إسهاماتٌ مختلفة على الصعيد المجتمعي والشبابي والثقافي والفكري.

## سيرته
وُلد عمر فارس عمر أبو شاويش في مخيم النصيرات بتاريخ 22 مارس/آذار 1987. يعود أصل عائلته إلى قرية برقة المدمرة في قضاء غزة، التي احتلتها إسرائيل خلال عملية باراك في مايو/أيار 1948. تعلم في مدارس مخيم النصيرات، وحصل على درجة البكالوريوس في الإعلام من جامعة الأزهر بغزة. والده فارس أبو شاويش، وهو رياضيٌ معروف، حيث تقلد عدة مناصب في الاتحاد الفلسطيني لكرة القدم، وكان قد عمل في مجال التعليم لأكثر من 40 عامًا، وتذكر المصادر أنه يعتبر «رياضيًا مخضرمًا وله جماهيريته وشعبيته الواسعة، كما أنه من رجال الخير والإصلاح داخل المجتمع الفلسطيني».
كان عمر عضوًا في الاتحاد العام للكتاب والأدباء الفلسطينيين، وعضو مجلس إدارة نادي خدمات النصيرات، وعضو في اللجنة الشعبية للاجئين. كما كان متواجدًا في معظم الفعاليات الوطنية والمجتمعية واللقاءات والندوات الثقافية والفكريَّة التي تقام في قطاع غزة، وهو عضوٌ في العديد من الجمعيات والهيئات المحلية المجتمعيَّة والثقافيَّة والشبابيَّة، ومنها «شبكة شباب فلسطين الثقافية» التي شارك في تأسيسها. قدم أيضًا العديد من الأعمال الأدبية خلال الأمسيات الأدبية والشعرية في فلسطين وخارجها. كما كتب عددًا من الأغاني الوطنية والإنسانية، والتي انتشرت بشكل واسع خلال فترة الحرب على غزة عام 2008.
شارك عمر في عددٍ من الفعاليات، ومنها: معرض الكتاب بمدينة تورينو (انسحب من المعرض بسبب استضافة دولة إسرائيل ضيف شرف)، مهرجان الصداقة الدولي الثقافي والرياضي في أوسلو، مؤتمر الشباب العربي للتطوع في الجزائر، مؤتمر قادة النهضة الأول في مدينة نصر، مؤتمر بيت المقدس الدولي الرابع (2013) في رام الله. كما شارك في المؤتمر العربي العالمي لقضايا الشباب في الفكر والثقافة في القاهرة وقدم ورقة عمل تحت عنوان «دور الشباب الفلسطيني بنصرة القضية الفلسطينية فكريًا وثقافيًا»، كما قدم مبادرةً بعنوان «الفكر الفلسطيني للحق الفلسطيني – الغزو الفكري الفلسطيني للغزو الفكري الصهيوني العالمي ومجابهته». كان أيضًا ضمن وفد نادي خدمات النصيرات الذي شارك ضمن الأنشطة الشبابية والرياضية والثقافية في سوريا.
نشر في عام 2016 روايةً عنوانها «على قيد الموت» عن بيت الياسمين للنشر والتوزيع في القاهرة، وتتناول أحداث الرواية الحرب الإسرائيلية على قطاع غزة عام 2008، حيث يرصد الحياة عن كثب، ويسرد مواقف وشواهد وتجارب مختلفة من هذه الحرب بتفاصيل دقيقة. أُعيد نشر الرواية بواسطة المنهل عام 2018.

### مقتله
استشهد في 7 أكتوبر 2023 خلال ضربةٍ جوية نفذتها القوات الجوية الإسرائيلية على قطاع غزة، وذلك خلال الرد الإسرائيلي على عملية طوفان الأقصى. نعته وزارة الثقافة الفلسطينية والاتحاد العام للكتاب والأدباء الفلسطينيين، حيث نشر الأخير «نودع الشاعر الشهيد أبو شاويش نتقدم من أهله وأحبته والكتّاب والأدباء بخالص العزاء والمواساة، سائلين الله سبحانه وتعالى أن يتقبله مع الشهداء وأن ينزله منزلتهم العالية، ودرجاتهم في الجنة الواسعة، ونسأل الله أن يلهم أهله الصبر والسلوان وعظيم الأجر».

## الجوائز
حصل عمر على عددٍ من الجوائز والتكريمات، ومنها:
- جائزة «أفضل أغنية وطنية للعام 2007» ضمن المهرجان الدولي للأغنية الوطنية والتراث في الأردن.
- جائزة «قلم الشعراء الدولية»، عام 2007 في باريس.
- جائزة «المتطوع المتميز والشاب المثالي»، عام 2010 ضمن المهرجان الوطني لتكريم المتطوعين الفلسطينيين بمبادرة من منتدى شارك الشبابي في فلسطين وبرعاية المجلس الأعلى للشباب والرياضة في فلسطين.
- جائزة «الأوسكار الثقافي "سفير الشباب العربي"» ضمن فعاليات المؤتمر العربي العالمي لقضايا الشباب في الفكر والثقافة المنفذ من جمعية مصر للثقافة والحوار في القاهرة.
- جائزة «الشباب العربي المتميز في مجال الإعلام والصحافة والثقافة للعام 2013 "الإعلام الإلكتروني والثقافة "»، من قبل مجلس الشباب العربي للتنمية المتكاملة التابع لجامعة الدول العربية. وتشير المصادر أنه نال هذه الجائزة «لدوره المتميز في المجتمع الفلسطيني كشاب فلسطيني مثقف وناشط شبابي، ترك بصماته في العمل الوطني والمجتمعي والثقافي والفكري والأدبي والتطوعي، وكان مثالاً حياً للعطاء والتقدم والإبداع والابتكار».[12]

## وصلات خارجية
- عمر أبو شاويش شاعر وكاتب من مخيم نصيرات على يوتيوب عبر تلفزيون فلسطين.